# Сайгуши
Сайгуши — упразднённое село в Чамзинском районе республики Мордовия Российской Федерации. Вошло в черту посёлка Чамзинка, административного центра Чамзинского района и Городского поселения Чамзинка.

## Топоним
Сай — «сухое русло», «овряг», «ручей в овраге», «неглубокое место», «мель» (тюрк.-монг.). В топонимии Мордовской АССР она представлена в названии Сайгуши — населенный пункт (Чамзинский р-н), сай+гуши (<кужо «поляна») букв. «поселение, расположенное в Неглубоком месте».

## История
Год происхождения неизвестен.
История церкви
Храм деревянный, холодный, построен прихожанами в 1864 г. Престол в нем во имя Святителя и Чудотворца Николая. Церковной земли: 1 дес. усадебной и 30 дес. 1506 кв. саж. пахотной. Причт состоит из священника и псаломщика; дома для них общественные, построены на церковной земле. Капитал Причт 589 р. 85 к. Прихожан: в с. Сайгушах (н. м.) в 151 дворе 606 м и 575 ж., в дер. Полковке (в 1 вер.; н. р.) в 80 двор.* 321 м и 310 ж.; всего в 251 двор.* 927 м и 885 ж.; сверх того раскольников в 5 двор. 17 м и 25 ж. Есть земская школа.

## Население
Смешанное русско-эрзянское.
В начале XX века население — около 1200 человек.
По данным на 1859 год: 56 дворов, 945 жителей (493 мужчины и 452 женщины). Удельные крестьяне.

## Уроженцы
Леонид Яковлевич Аркаев — заслуженный тренер СССР и России, главный тренер мужской и женской сборных России по спортивной гимнастике (1992—2004), многократный чемпион Москвы, двукратный чемпион Спартакиады народов СССР в командном первенстве, кандидат педагогических наук, профессор, член-корреспондент Петровской академии наук и искусств.
Ягодинский Павел Семенович — священномученик, иерей.
Священномученик Павел (Ягодинский Павел Семенович) родился 8 декабря 1879 года в селе Сайгуши Ардатовского уезда Симбирской губернии. Окончил духовную семинарию, служил в храме села Шугурово. В 1929 году он за неуплату налогов был осуждён на восемь месяцев принудительных работ. После освобождения отец Павел продолжил служение, но в 1930 году снова был арестован. С 1933 года он служил в храме села Бузаево Большеберезниковского района в Мордовии. 5 августа 1937 года отца Павла в третий раз арестовали по обвинению в том, что он якобы «принимал активное участие в организации контрреволюционного кулацкого восстания и призывал население к терактам над коммунистами», а 13 августа приговорили к расстрелу. 3 сентября приговор был приведён в исполнение. Причислен к лику святых новомучеников и исповедников Российских на Юбилейном Архиерейском Соборе Русской Православной Церкви 2000 года для общецерковного почитания.

## Инфраструктура
Личное подсобное хозяйство с зоной сельскохозяйственного использования, индивидуальная застройка усадебного типа.
Чамзинская средняя общеобразовательная школа № 2.

## Транспорт
Остановки общественного транспорта «Сайгуши», «Полковка – 2». 